# Humberside Police
Humberside Police – brytyjska formacja policyjna, pełniąca funkcję policji terytorialnej na obszarze hrabstwa ceremonialnego East Riding of Yorkshire, a także unitary authorities North East Lincolnshire i North Lincolnshire, leżących w hrabstwie ceremonialnym Lincolnshire. Według stanu na 31 marca 2012, służba liczy 1856 funkcjonariuszy. 

## Galeria

Obszar odpowiedzialności na mapie policji terytorialnych w Anglii
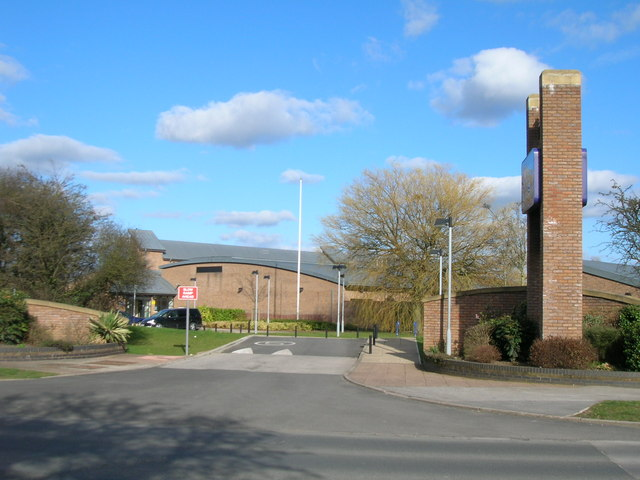
Komenda główna Humberside Police w Cottingham
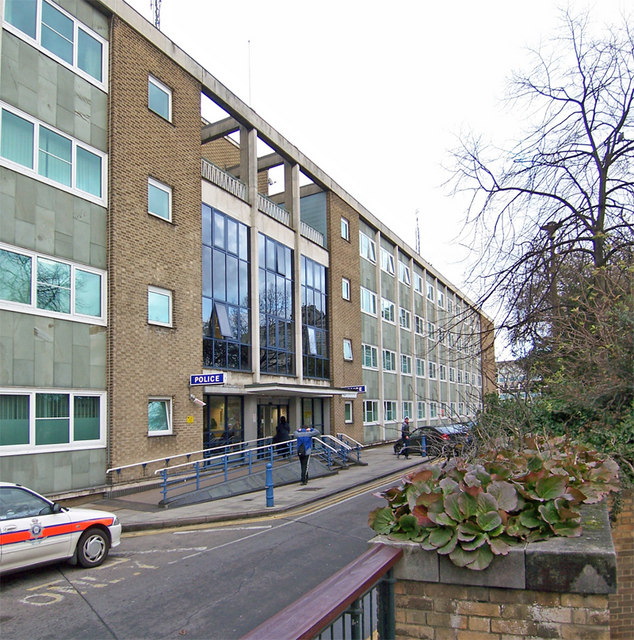
Główny komisariat w Hull
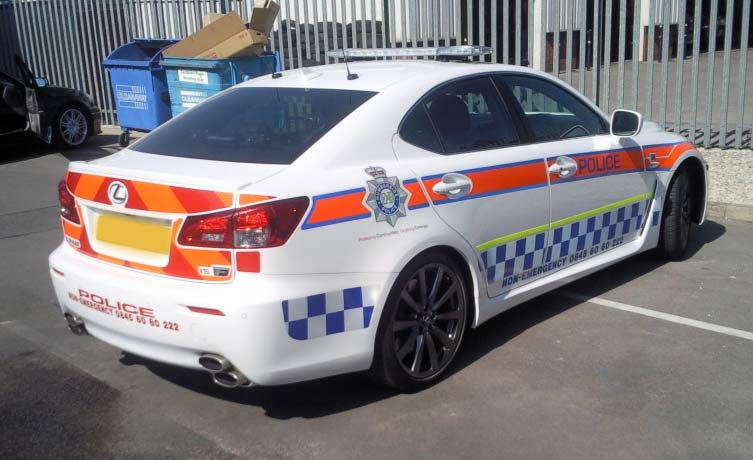
Lexus IS F jako radiowóz Humberside Police